# Josias Jacobus du Toit
Pour les articles homonymes, voir Du Toit.
Pas d'image ? Cliquez ici

a Compétitions nationales et continentales officielles uniquement.

Dernière mise à jour le 21 mai 2013.
 Josias Jacobus du Toit (né le 20 juin 1984 à Kroonstad en Afrique du Sud) est un joueur sud-africain de rugby à XV évoluant au poste de talonneur. Il joue avec la Section paloise depuis 2010.